# Wolica (Olszana)
Wolica (Wola Olszańska, Wolica Olszańska, Wola Królewska) – część wsi Olszana w Polsce, położona w województwie małopolskim, w powiecie nowosądeckim, w gminie Podegrodzie.